# El bebedor
Le Buveur
Cet article traite d'un tableau. Pour les autres significations, voir Le Buveur.
El bebedor (« Le Buveur ») est une peinture réalisée par Francisco de Goya en 1777 qui fait partie de la deuxième série de cartons pour tapisserie destinée à la salle à manger du Prince des Asturies dans le Palais du Pardo.

## Contexte de l'œuvre
Tous les tableaux de la deuxième série sont destinés à la salle à manger du Prince des Asturies, c'est-à-dire de celui qui allait devenir Charles IV et de son épouse Marie Louise de Parme, au palais du Pardo. Le tableau fut livré à la Fabrique royale de tapisserie le 12 août 1777.
Il fut considéré perdu jusqu'en 1869, lorsque la toile fut découverte dans le sous-sol du Palais royal de Madrid par Gregorio Cruzada Villaamil, et fut remise au musée du Prado en 1870 par les ordonnances du 19 janvier et du 9 février 1870, où elle est exposée dans la salle 85. La toile est citée pour la première fois dans le catalogue du musée du Prado en 1876.
La série était composée de La Merienda a orillas del Manzanares, Baile a orillas del Manzanares, La Riña en la Venta Nueva, La Riña en el Mesón del Gallo, El paseo de Andalucía, El Bebedor, El Quitasol, La cometa, Jugadores de naipes, Niños inflando una vejiga, Muchachos cogiendo frutas et El Atraco.

## Analyse
Le tableau a été livré à la Fabrique Royale de Tapisserie de Santa Barbara le 12 août 1777 avec La Riña en la Venta Nueva et La Maja y los embozados. Il a été pensé comme dessus-de-porte, notable à son format et à sa perspective en contre-plongée.
Il s'agit probablement d'une des scènes les plus populaires. Un homme boit à la régalade, selon la coutume catalane, alors que son compagnon mange de la ciboulette, alors que le buveur en profite pour s'accouder sur son front, ce qui a été interprété comme une allusion au Lazarillo de Tormes traditionnel, et largement exploité par la littérature espagnole.
Lumière produit un contraste avec l'ombre provoquée par l'arbre, mais ne remplit pas tout l'espace. Naturaliste et expressif, ce tableau a toutes les fonctionnalités réclamées par les cartons de Goya.